# جزیره سفید (نیوزیلند)

جزیره سفید یا جزیره واکاری (انگلیسی: Whakaari/White Island) یک آتشفشان چینه‌ای آندزیتی فعال است که در ۴۸ کیلومتر (۳۰ مایل) ساحل شرقی جزیره شمالی نیوزیلند در خلیج پلنتی واقع شده است. این جزیره فعال ترین مخروط آتشفشانی نیوزیلند است که طی صد و پنجاه هزار سال گذشته، در نتیجه فعالیت مستمر آتشفشانی ایجاد شده است.

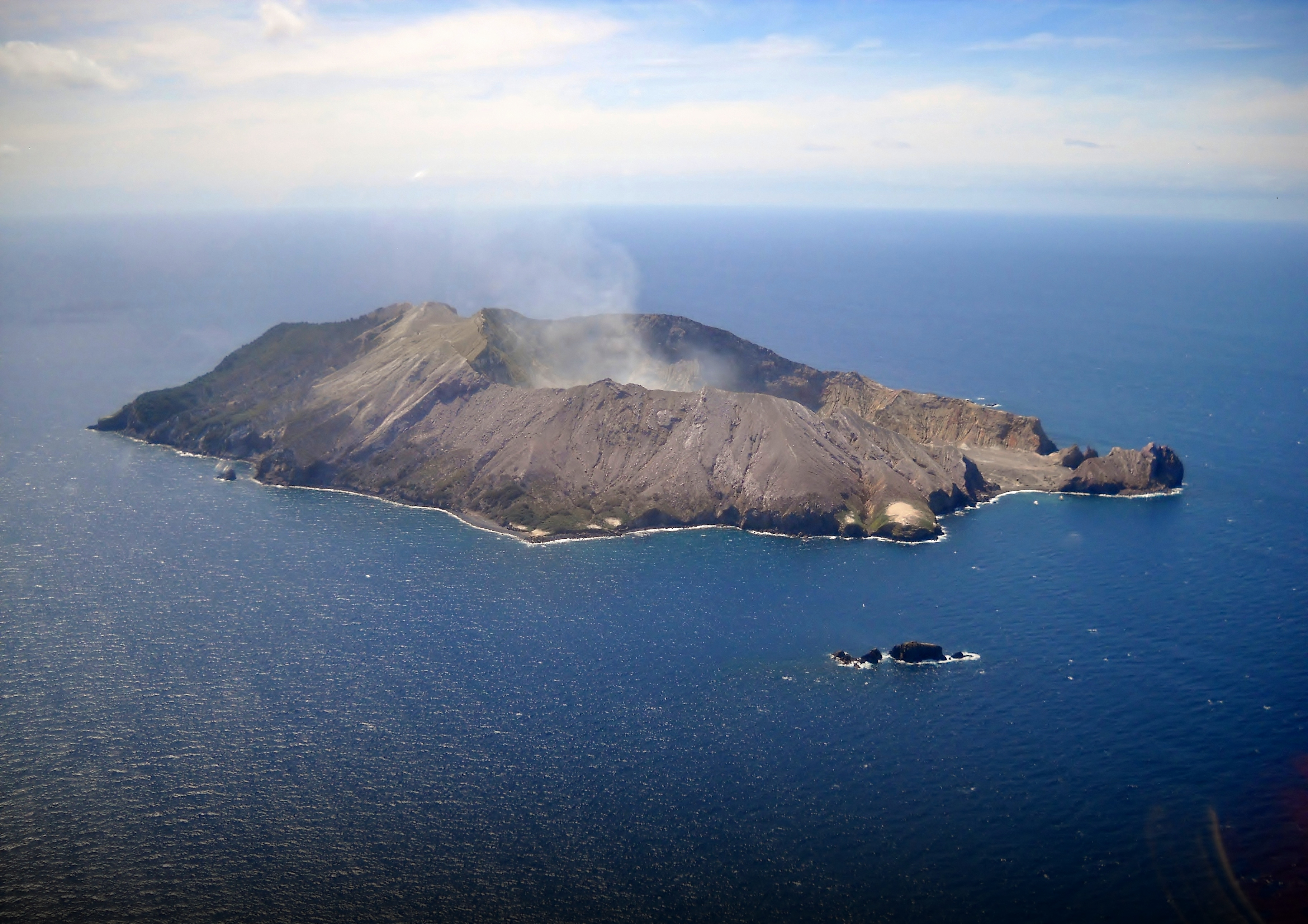
جزیره سفید، نیوزیلند

مساحت این جزیره تقریباً ۳۲۵ هکتار است که درواقع قلهٔ یک آتشفشان زیردریایی بسیار بزرگ است. این جزیره در سال 1769 که توسط جیمز کوک کشف شد  و تقریباً به‌شکل مدام از دسامبر 1975 تا سپتامبر 2000 فوران کرده است که طولانی‌ترین فوران ثبت‌شده تاریخ بر اساس برآورد GeoNet می باشد. این آتشفشان  همچنین در سال های 2012، 2016 و 2019 نیز فوران کرده است.